# Racconti di guerra (fumetto)
Racconti di guerra (Last Day in Vietnam) è una raccolta di storie brevi a fumetti realizzate da Will Eisner, pubblicate negli Stati Uniti dalla Dark Horse Comics nel 2000.
Il volume ha vinto nel 2001 il premio Harvey Award come "Best Graphic Album of Original Work".

## Storia editoriale
In Italia la prima edizione è stata edita da Kappa Edizioni nel 2009. Nel 2016 è stata ripubblicata da 001 Edizioni come "L'ultimo giorno in Vietnam" prendendo quindi il nome del racconto più famoso.

## Trama
Nei racconti vengono raccontate dall'autore le storie vere dei soldati conosciuti nelle guerre (Seconda guerra mondiale, Guerra del Vietnam e Guerra di Corea) vissute da lui stesso nell'esercito statunitense prima da soldato e poi da corrispondente per il PS, The Preventive Maintenance Monthly.
L'opera si apre con L'ultimo giorno in Vietnam (in inglese Last Day in Vietnam, titolo che dà il nome alla raccolta), un racconto in cui l'Eisner, corrispondente di guerra, descrive la vita di un campo del Vietnam. Il lettore non vede mai il reporter, anche se è a lui che si rivolge l'ufficiale che lo scorta fino alla sua base. Dall'inizio alla fine di questo viaggio compaiono dei militari esausti della guerra. Il più stanco è proprio l'ufficiale, a cui non importa di combattere, (è al suo ultimo giorno di leva) ma solo di tornare a casa per riabbracciare la moglie e il figlio.
Nella seconda storia, Sul perimetro, un giovane abitante di Saigon, in Vietnam, mostra quello che sta succedendo nella sua città: un gruppo di giornalisti statunitensi, al riparo dalle bombe nella terrazza di un albergo, aspetta il ritorno di due colleghi andati verso il nord del paese per avere più informazioni sugli attacchi. Al loro arrivo i due descrivono nel dettaglio l'avvenuto massacro di Khe Sanh. Questo resoconto sarà casualmente ascoltato anche da un altro reporter che si trovava vicino a loro e che viene così a sapere della morte del figlio, il quale stava combattendo proprio lì a Khe-Sanh.
Il terzo racconto di guerra, L'incidente narra per immagini i pensieri di un soldato che ha perso il braccio per colpa di una bomba che una prostituta gli aveva lasciato sotto il letto. Mentre se ne sta seduto a ricordare questo episodio, si accorge che una nuova prostituta lo sta chiamando a sé e decide di andare via con lei.
Il quarto e il quinto racconto di guerra affrontano la Guerra di Corea. Nel primo di questa serie, intitolato Un Giorno in Corea, un tenente è in missione in una base dove non succede mai nulla. Il ragazzo si annoia, ha nostalgia di casa, delle giornate passate a caccia nei boschi della sua terra. Quando all'orizzonte compare una giovane coreana, lui la punta con il suo fucile come se fosse una vera e propria preda.
Nella storia Lavori pesanti, un addetto al magazzino di una base militare in Corea si lamenta di quanto sia noioso il suo lavoro, sentendosi invece pronto per svolgere mansioni più faticose e va a fare quello che lui definisce un “duro lavoro”, cioè salire la collina per raggiungere i bambini dell’orfanotrofio del villaggio.
Anche nell'ultimo racconto di guerra, Croce al merito per George, il protagonista si lamenta di non poter fare un lavoro diverso da quello che sta facendo adesso. Ogni domenica si ubriaca e scrive una lettera di trasferimento per una unità di combattimento. Il suo amante Benny, che ogni lunedì successivo straccia la sua richiesta per evitare che il capitano la firmi, questa volta non riesce a fermare il trasferimento e alla fine George viene inviato a Burma. Pochi mesi dopo un reporter comunicherà a Benny che George è morto in un'esplosione e che per questo si è meritato una croce al merito.

## Edizioni
- Will Eisner, Racconti di guerra, Kappa edizioni, 2000,  p. 79, ISBN 9788874712168.
- Will Eisner, L'ultimo giorno in Vietnam, traduzione di Valerio Stivè, Prefazione di Matt Fraction, 001 Edizioni, 2016  [2000],  p. 79, ISBN 978-88-99086-56-5.